# Phyllanthus physocarpus
Phyllanthus physocarpus är en emblikaväxtart som beskrevs av Johannes Müller Argoviensis. Phyllanthus physocarpus ingår i släktet Phyllanthus och familjen emblikaväxter.
Artens utbredningsområde är Principe. Inga underarter finns listade i Catalogue of Life.